# Cultura de Sanagasta
La cultura de Sanagasta, cultura sanagastenya o cultura d'Angualasto va tenir el seu centre en territori de l'actual província de La Rioja (Argentina) i va estendre la seva influència fins a la província de San Juan. El seu desenvolupament va començar cap a l'any 1000.
Juntament amb les denominades cultura de Belén i cultura de Santa Maria representen un període protohistòric, és a dir, més proper a l'època en què van arribar els conqueridors espanyols, i corresponen a la zona que van habitar els diaguites històrics.
Aquests pobles eren agricultors i recol·lectors. Caçaven guanacs i nyandús amb fletxes i llaç amb boles, i criaven llames. Els habitatges eren de tipus semi-aglomerat lax. Construïen graners i corrals de quincha i forns semi-subterránis.
La ceràmica es caracteritza per les guardes geomètriques en negre sobre un fons opac vermellós, en urnes globulars de coll bastant estret. Els motius són amb forma d'escaquer en panells.
Van treballar també metalls, principalment el coure amb el qual van fer pectorals i cèrcols.
La cistelleria era en forma d'espiral i feien el teixit amb fibres vegetals o llana de camèlids, amb la qual confeccionaven tot tipus de peça de vestir, com ponxos, mantes, casquets, cinturons, etc.